# Noam Chomsky
Vous lisez un « article de qualité » labellisé en 2006.
Pour les articles homonymes, voir Chomsky.
Noam Chomsky (/ˈnoʊm ˈtʃɑmski/ ), né le 7 décembre 1928 à Philadelphie, est un linguiste américain. Professeur émérite de linguistique depuis 2002 au Massachusetts Institute of Technology, où il a enseigné depuis 1955, il fonde la linguistique générative. Il se fait connaître du grand public, à la fois dans son pays et à l'étranger, par son parcours d'intellectuel engagé de tendance socialiste libertaire et anarchiste,.
Chomsky commence à développer sa théorie de la grammaire générative et transformationnelle dans les années 1950 en cherchant à dépasser aussi bien l'approche structuraliste, distributionnaliste que comportementaliste dans l'étude du langage naturel. Visant à rendre compte des structures innées de la « faculté de langage », cette théorie est souvent décrite comme la contribution la plus importante dans le domaine de la linguistique théorique du XXe siècle et on a parfois parlé de « révolution chomskienne ». Pour répondre aux critiques développées dans les années 1970 envers son premier modèle, Chomsky a proposé au début des années 1980 une nouvelle version de sa théorie fondée sur une approche modulaire. Il a ensuite jeté les bases, au cours des années 1990, de ce qu'il a appelé le « programme minimaliste ».
Les recherches de Chomsky ont joué un rôle crucial dans ce que l'on appelle la « révolution cognitive ». Sa critique du verbal behavior (« comportement verbal ») de Burrhus Frederic Skinner en 1959 a remis en question l'approche comportementale de l'étude de l'esprit et du langage, qui dominait dans les années 1950. Son approche naturaliste de l'étude du langage a également rencontré un grand écho en philosophie du langage et de l'esprit. Il a également établi la hiérarchie de Chomsky, moyen de classification des langages formels en fonction de leur pouvoir de génération.
En parallèle à sa carrière scientifique, Chomsky mène une intense activité militante depuis le milieu des années 1960 lorsqu'il prend publiquement position contre la guerre du Viêt Nam. Sympathisant du mouvement anarcho-syndicaliste et membre du syndicat IWW, il donne une multitude de conférences dans le monde et publie de nombreux livres et articles dans lesquels il fait part de ses analyses historiques, sociales et politiques. Ses critiques portent tout particulièrement sur la politique étrangère des États-Unis et le fonctionnement des médias de masse.
En 1992, d'après l'Arts and Humanities Citation Index, Chomsky est plus souvent cité qu'aucun autre universitaire vivant pendant la période 1980–1992. Il occupe la huitième position dans la liste des auteurs les plus cités,,,. Il est considéré comme une figure intellectuelle majeure du monde contemporain, à la fois controversée et admirée,,.

## Biographie

Bibliothèque libre d'Oak Lane, Philadelphie.

Noam Chomsky naît à Philadelphie d'un père, William Chomsky, originaire de Khmelnitski en Ukraine, spécialiste de l'hébreu, qui a fui la Russie en 1913, et d'une mère, Elsie Simonofsky, aux racines biélorusses (née aux États-Unis), qui enseigne également l'hébreu. Noam grandit « immergé dans la culture, l'érudition et les traditions du judaïsme et de l'hébreu ». À l'âge de 8 ou 9 ans, Chomsky passe chaque vendredi soir à lire de la littérature hébraïque avec son père. Il est scolarisé avant l'âge de deux ans dans une école d'inspiration deweyite gérée par l'université Temple, l’Oak Lane Country Day School, école dont le critère d'évaluation est axé essentiellement sur la créativité — individuelle et collective — des élèves. Il y reste jusqu'à l'âge de douze ans puis retrouve le système scolaire classique en entrant à la Central High School de Philadelphie dont l'esprit de compétition interpersonnelle le consterne.
Selon ses souvenirs, Chomsky écrit son premier article pour le journal de son école en 1939 au sujet de la menace de l'expansion du fascisme après la chute de Barcelone pendant la guerre d'Espagne : il est bouleversé par cette défaite, précédée de la répression stalinienne de mouvements républicains importants comme les mouvements anarcho-syndicalistes et le Parti ouvrier d'unification marxiste (POUM). Au début de l'adolescence, il entre en contact avec les idées anarchistes en fréquentant notamment le kiosque à journaux que tient l'un de ses oncles, bossu, mêlé au milieu du crime organisé à New York et qui forme une sorte de « salon politico-littéraire très vivant où se retrouvaient des intellectuels et des professions libérales ». Au cours de ses excursions new-yorkaises, il se retrouve souvent dans les locaux du journal anarchiste Freie Arbeiter Stimme dont l'un des plus importants collaborateurs est Rudolf Rocker.
Chomsky entre en 1945 à l'université de Pennsylvanie, tout en donnant des cours d'hébreu pour financer ses études. Il y étudie la philosophie notamment auprès de C. West Churchman, Nelson Goodman et Morton White (en), et la linguistique auprès de Zellig Harris. Les idées à la fois linguistiques et politiques de Harris sont déterminantes dans l'orientation intellectuelle et scientifique de Chomsky et leur relation de maître à élève débouche sur une étroite amitié. Il est licencié ès lettres en 1949 avec un mémoire intitulé Morphophonemics of Modern Hebrew. La même année, Chomsky se marie avec la linguiste Carol Doris Schatz (1930-2008) qu'il connaît depuis l'enfance — ils auront deux filles, Aviva (née en 1957) et Diane (1960), et un fils, Harry (1967).

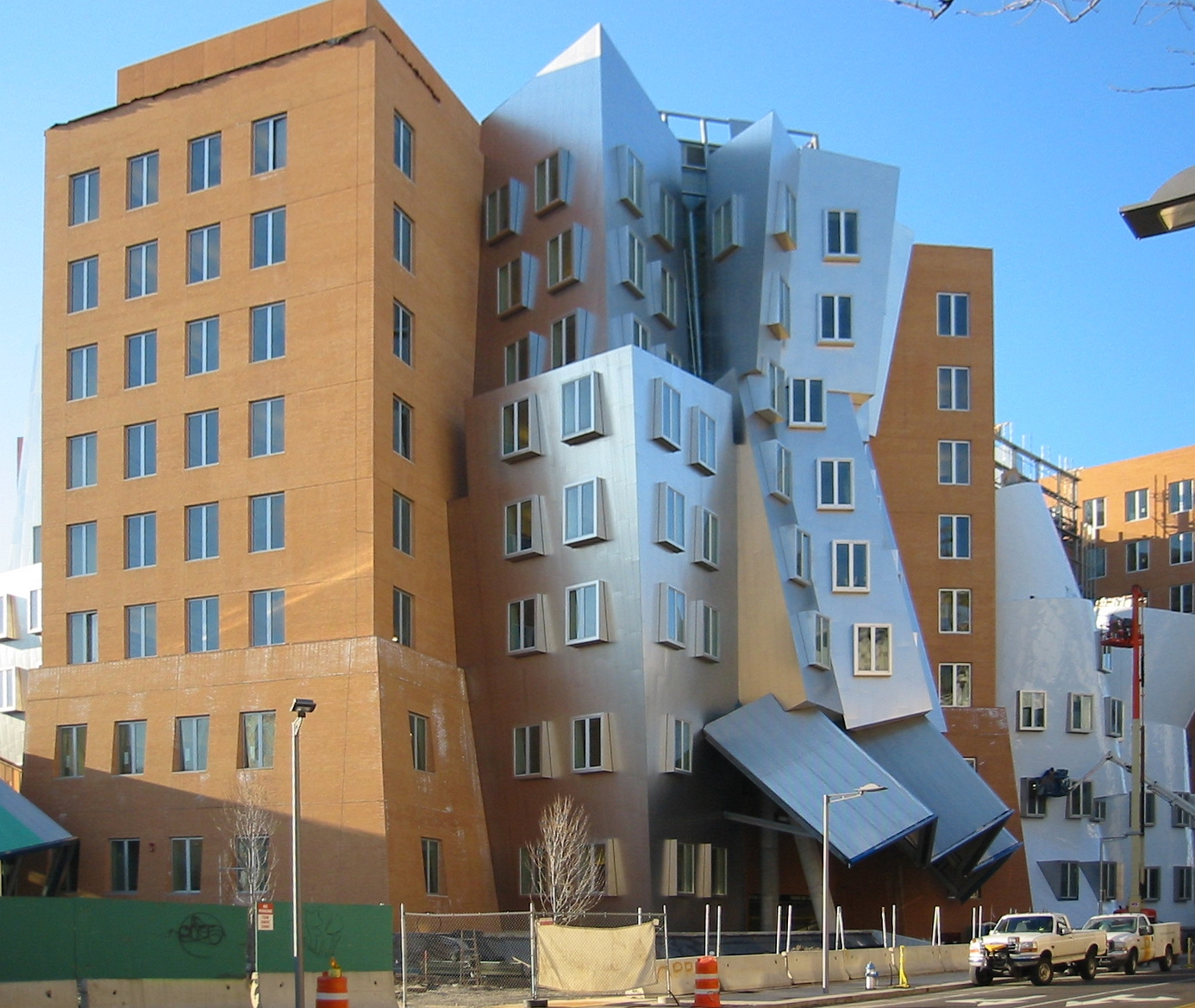
Le Ray and Maria Stata Center dans lequel Chomsky possède son bureau dinstitute professor au sein du département de « linguistique et philosophie » du MIT.

Chomsky soutient sa thèse de doctorat en linguistique à l'université de Pennsylvanie en 1955, après avoir poursuivi des recherches de 1951 à 1955 à l'université Harvard en tant que chargé de recherche (Harvard Junior Fellow). Dans sa thèse, il commence à développer certaines des idées qu'il approfondit ensuite dans son livre de 1957 intitulé Structures syntaxiques.
Chomsky rejoint ensuite le Massachusetts Institute of Technology (MIT) en 1955 grâce à l'appui de Roman Jakobson, comme professeur associé au sein du laboratoire de recherche en électronique qui travaille sur un projet de traduction automatique. En 1961, il est nommé professeur dans le « département des langues vivantes et de linguistique », créé pour accueillir le troisième cycle en linguistique mis sur pied par Morris Halle et lui-même.
Vers 1964 Chomsky s'engage publiquement dans le débat politique. En intellectuel assumé, il devient l'un des principaux opposants à la guerre du Viêt Nam avec la publication en février 1967 d'un article intitulé « The Responsibility of Intellectuals » (Responsabilité des intellectuels) dans la New York Review of Books. Il insiste sur l'idée que dans la mesure où les intellectuels ont, par rapport au reste de la population, plus facilement accès à la vérité, ils ont d'autant plus de responsabilité face à elle. Si cet article entraîne la mobilisation de nombreux universitaires dans les mois qui suivirent, son activisme, et notamment son soutien public aux déserteurs de l'armée américaine par le biais de l'« appel à la résistance contre toute forme d'autorité illégitime », lui vaut d'être poursuivi en justice pour complicité de « résistance active à la conscription ». Mais après l'offensive du Tết de janvier 1968, les poursuites sont abandonnées. Dès lors, il se retrouve sur la liste secrète des « opposants politiques » du président Nixon dont l'existence est révélée en 1971. Depuis, Chomsky ne cesse de publier ses analyses politiques, de donner de nombreuses conférences ou d'accorder des entretiens dans le monde entier. Ses critiques de la politique étrangère américaine, souvent reprises en dehors des États-Unis, l'exposent aux critiques nourries aussi bien de la gauche que de la droite américaines.
Entre 1966 et 1976, il est titulaire de la chaire « Ferrari P. Ward » de langues vivantes et linguistique. En 1976, il devient Institute Professor, puis Institute Professor Emeritus en 2002.
Profondément rationaliste, Chomsky rejette formellement le post-structuralisme et les critiques postmodernes de la science.
L'adjectif « chomskyen » a été créé pour désigner ses travaux et ses idées, mais ce terme est peu apprécié par Chomsky lui-même qui considère la « personnalisation » comme indue dans le domaine de la science.
Depuis 2017, il est « laureate professor » au département de linguistique du College of Social and Behavioral Sciences, et occupe aussi la chaire Agnese Nelms Haury du programme Agnese Nelms Haury en justice environnementale et sociale.
En 2023, le Wall Street Journal révèle que Noam Chomsky connaissait le criminel sexuel Jeffrey Epstein et que Chomsky a rencontré Epstein à plusieurs reprises en 2014 et 2015, les années suivant la condamnation judiciaire d'Epstein,.
En juin 2023, il est victime d'un accident vasculaire cérébral important. Il est rapatrié en juin 2024 par transport sanitaire à São Paulo par son épouse.
Le 18 juin 2024, Noam Chomsky est hospitalisé au Brésil à la suite d'un AVC. Plusieurs rumeurs circulent sur les réseaux sociaux affirmant son décès à l'âge de 95 ans. Ces rumeurs sont en réalité infondées et son épouse Valeria Chomsky affirme que son mari est vivant et poursuit sa convalescence à domicile,.

## Activité scientifique

### Linguistique
« Depuis la publication en 1957 de Structures syntaxiques, Chomsky exerce sur la linguistique une influence considérable ». Structures syntaxiques introduisait la grammaire générative. Cette théorie considère que les expressions (séquences de mots) ont une syntaxe qui peut être caractérisée (globalement) par une grammaire formelle ; en particulier, une grammaire hors-contexte étendue par des règles de transformation. Les enfants sont supposés avoir une connaissance innée de la grammaire élémentaire commune à tous les langages humains (ce qui présume que tout langage existant en est une sorte de restriction). Cette connaissance innée est appelée « grammaire universelle ». Il est soutenu que la modélisation de la connaissance de la langue par une grammaire formelle explique la « productivité » de la langue : avec un jeu réduit de règles de grammaire et un ensemble fini de termes, les humains peuvent produire un nombre infini de phrases. Il existe et il existera donc toujours des phrases qui n’ont jamais été dites.
Noam Chomsky considère donc le langage comme une propriété des seuls êtres humains. C'est à ce titre que Nim Chimpsky, célèbre chimpanzé auquel on a essayé d'apprendre la langue des signes, a été ironiquement baptisé à partir d'un jeu de mots sur le nom du linguiste et sur le mot chimp, qui désigne de façon familière un chimpanzé en anglais.
L'« approche des principes et des paramètres » (angl. principles and parameters approach (P&P)), développée dans Lectures on Government and Binding: The Pisa Lectures (LGB, 1979) s'inscrit dans le prolongement du concept de grammaire universelle : les principes grammaticaux sous-tendant les langages sont innés et fixés. Les différences entre les divers langages dans le monde peuvent être caractérisées en termes de paramètres programmés dans le cerveau (tel le paramètre du sujet nul, pro-drop parameter, qui indique quand un sujet explicite est requis, comme en anglais, ou s'il peut être élidé, comme en espagnol) souvent comparés à des commutateurs (d'où le terme de "principes et paramètres" utilisé pour qualifier cette approche). De ce point de vue, un enfant qui apprend une langue a seulement besoin d'acquérir les items lexicaux nécessaires (mots, morphèmes grammaticaux et idiotismes) et fixer les valeurs appropriées des paramètres, ce qui peut être fait sur quelques exemples clés.
Les partisans de cette conception arguent du fait que la vitesse particulièrement grande avec laquelle les enfants apprennent des langues est difficile à expliquer, à moins que les enfants n'aient une capacité innée pour apprendre des langues. Les étapes semblables que suivent tous les enfants à travers le monde quand ils apprennent des langues, et le fait que les enfants commettent des erreurs caractéristiques quand ils apprennent leur première langue, tandis que d'autres types d'erreur apparemment logiques ne se produisent jamais (et, selon Chomsky, elles devraient être attestées si le mécanisme d'apprentissage utilisé était général plutôt que spécifique à une langue) est également perçu comme une raison de l'innéité. Outre ces considérations générales, les arguments les plus convaincants en faveur de l'innéité d'un certain nombre d'aspects des systèmes linguistiques dérivent de l'analyse minutieuse de nombreuses propriétés linguistiques des langues les plus diverses. Cette analyse suggère fortement que ces propriétés, qui apparaissent de façon systématique chez les jeunes enfants, ne semblent pas découler de façon plausible des données linguistiques auxquelles ils ont été soumis au cours de leur phase d'acquisition du langage. Ce dernier type d'argument est connu sous le nom d'argument « de la pauvreté du stimulus ». Comme le résument Michael Siegal, Olivier Pascalis et Stephen C. Want de la faculté de psychologie de l'université de Sheffield :

« Une expérience limitée avec le langage est suffisante pour permettre le développement d’un langage structuré chez l’enfant. Selon le principe de la « pauvreté du stimulus » proposé par Chomsky, il existe de nombreuses preuves que l’acquisition de la grammaire se fait indépendamment de l’intelligence non verbale. Malgré de grandes variations dans l’environnement langagier, l’apprentissage de la grammaire se fait dans un ordre fixe. »

Plus récemment, dans son Minimalist Program (1995) (Programme minimaliste), tout en conservant le concept central des « principes et des paramètres », Chomsky tente une révision importante de la traduction automatique impliquée dans le modèle de LGB, la dépouillant de tout, sauf des stricts éléments nécessaires, tout en préconisant une approche générale de l'architecture de la faculté du langage humain, qui souligne les principes de l’économie et de la conception optimale. Il revient à l’approche dérivationnelle de la génération, en opposition avec la majeure partie de l’approche représentative du classique P&P.
Les travaux de Chomsky ont exercé une forte influence sur l'étude de l'acquisition du langage, bien qu'une partie des chercheurs qui travaillent dans ce domaine aujourd'hui ne soutiennent pas ses théories et s'appuient davantage sur les processus d'émergence ou les théories connexionnistes, ramenant la langue à un cas particulier des processus généraux du cerveau.
Noam Chomsky a réalisé plusieurs conférences sur l'émergence supposée d'une Intelligence Artificielle Générale (IAG). Il y souligne notamment les limitations des grands modèles de langage naturel tels que ChatGPT et leur incapacité à faire la « distinction entre les langues possibles et impossibles ».

#### Grammaire générative et études empiriques
L’approche chomskyenne de la syntaxe, souvent qualifiée de grammaire générative, est contestée, surtout en dehors des États-Unis, mais bénéficie d’une certaine popularité. L’analyse de Chomsky, largement abstraite, repose en grande partie sur l’examen minutieux de l’interface entre constructions et ruptures grammaticales dans le langage (à rapprocher des cas pathologiques, qui jouent un rôle similaire en mathématiques). De telles analyses grammaticales ne peuvent être réalisées finement que dans une langue maîtrisée au mieux et les linguistes qui s’y intéressent se consacrent donc souvent à leur langue maternelle pour des raisons pratiques. Il s’agit généralement de l’anglais, du français, de l’allemand, du néerlandais, de l’italien, du japonais ou du mandarin. Cependant, comme le fait remarquer Chomsky : 

« La première application de cette approche a porté sur l’hébreu moderne, étudié de manière relativement précise vers 1949-50. La seconde, au milieu des années 1950, concernait un idiome américain indigène, le Hidatsa : elle fut la première grammaire générative exhaustive. Le turc fit l’objet de la première thèse de doctorat, au début des années 1960. Ces travaux furent ensuite adaptés à un large panel de langues. Le MIT devint de fait le centre international d’étude des langues aborigènes australiennes par l’approche générative […] grâce aux travaux de Ken Hale, qui est également à l’origine de l’un des plus ambitieux programmes de recherche sur les langues indigènes américaines ; en fait, le premier programme faisant intervenir des indigènes, amenés à l’université pour se former à la linguistique afin qu’ils puissent travailler sur leurs propres langues, de manière bien plus profonde que tout ce qui avait jamais pu être réalisé auparavant. Cela s’est poursuivi par la suite et est devenu un travail de référence sur la collection de langues la plus variée du point de vue typologique. »

La théorie de la grammaire générative se révèle parfois peu pertinente pour analyser des langues jamais étudiées auparavant. Cette approche a connu de nombreuses évolutions au fur et à mesure que le nombre de langues étudiées augmentait. La thèse des universaux linguistiques connaît pourtant un soutien de plus en plus important ; dans les années 1990, Richard Kayne a par exemple suggéré que toutes les langues sous-tendent une structure Sujet-Verbe-Objet, ce qui aurait paru peu plausible dans les années 1960. L’une des principales motivations d’une autre approche comme l’approche typologico-fonctionnelle (souvent associée à Joseph Greenberg) est de confronter les hypothèses d’invariances linguistiques à l’étude du plus grand nombre possible de langues, de classer les écarts constatés et d’en induire des lois théoriques. Bien qu’elle ait déjà été appliquée à un grand nombre de langues, l’approche de Chomsky est trop méticuleuse et nécessite une connaissance trop pointue des langues étudiées pour répondre à une telle méthodologie.
Le modèle proposé dans Principes de phonologie générative (États-Unis 1968, France 1973), écrit en collaboration avec Morris Halle, est aujourd’hui considéré comme dépassé, y compris par Chomsky lui-même.

#### Langages formels: la hiérarchie de Chomsky
Chomsky est devenu célèbre en étudiant différentes sortes de langages formels et leurs capacités respectives à intégrer des caractéristiques intrinsèques du langage humain. Ses travaux fondateurs sont à l'origine des « progrès de la linguistique moderne ». La hiérarchie de Chomsky décompose les grammaires formelles en catégories de pouvoir d’expression croissant, c’est-à-dire en groupes successifs pouvant chacun générer une variété de langages plus large que le groupe précédent. Il démontra formellement que certains aspects du langage humain nécessitent de recourir à une grammaire formelle plus complexe (en termes de hiérarchie chomskyenne) que pour d’autres. Par exemple, alors que le groupe des langages réguliers est suffisamment puissant pour modéliser la morphologie de la langue anglaise, il ne l’est pas assez pour en modéliser la syntaxe.
La hiérarchie de Chomsky est un résultat important de la branche de l'informatique théorique qu'est la théorie des automates. Chaque niveau de grammaire est strictement isomorphe à un type particulier d'automate, la grammaire générative correspond au pouvoir expressif des automates finis qui est strictement inférieur à celui des fonctions récursives, qui elles, correspondent aux machines de Turing, c'est-à-dire, à la puissance de calcul des ordinateurs.

### Psychologie

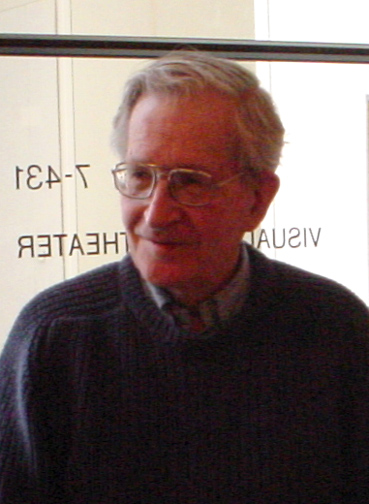
Chomsky, auditeur à l'Institut de technologie du Massachusetts, en 2002.

Les travaux linguistiques de Chomsky ont eu une influence majeure sur la psychologie et son orientation fondamentale dans la deuxième moitié du XXe siècle. Pour Chomsky, la linguistique est une branche de la psychologie cognitive, et de véritables compétences en linguistique impliquent une compréhension concomitante des aspects du processus mental et de la nature humaine. Sa théorie de la grammaire universelle est vue par beaucoup comme un défi direct aux théories comportementalistes établies. Elle a eu des conséquences majeures sur la compréhension de l'apprentissage du langage par les enfants et sur ce qu'est exactement la capacité d'interpréter le langage.
Beaucoup des principes les plus fondamentaux de cette théorie ne sont pas acceptés par certains cercles de pensée (même si ce n'est pas le cas des théories les plus importantes basées sur les principes et paramètres décrits ci-dessus).
En 1959, Chomsky publie un compte-rendu resté célèbre du livre de B. F. Skinner Verbal Behavior dans lequel Skinner donne une explication spéculative et comportementaliste du langage. Le comportement linguistique y est défini comme un comportement appris, avec pour conséquence caractéristique d'être transmis par le comportement déjà appris par d'autres individus. Cette théorie apporte une vision globale du comportement communicatif, bien plus large que celle généralement admise par les linguistes. L'approche de Skinner diffère considérablement de la plupart des théories linguistiques traditionnelles sur la mise en valeur des circonstances dans lesquelles le langage est utilisé. Par exemple, demander de l'eau est une réponse cognitive fonctionnellement différente de celle de désigner l'eau par le mot eau, ou encore lorsqu'on répond à quelqu'un qui demande de l'eau… Ces utilisations fonctionnellement différentes demandent chacune une explication différente : l'approche contraste fortement avec les notions traditionnelles du langage et avec l'approche psycholinguistique de Chomsky, qui se concentre sur les représentations mentales des mots et les mots acquis qui, une fois appris, peuvent apparaître dans toutes les fonctions.
La critique de Chomsky dans son article de 1959, bien que touchant aux différentes fonctions verbales, se résume plus largement à une attaque de la base même de l'approche de Skinner, à savoir la psychologie comportementale, que Chomsky, en 1969, au détour d'un de ses premiers écrits politiques, qualifie de « nouvelle idéologie coercitive, vaguement teintée de science ». L'essence des arguments de Chomsky est que l'application des principes comportementalistes, issus de la recherche animale, n'a aucun sens lorsqu'il s'agit de l'appliquer à des humains hors d'un laboratoire, et que pour comprendre un comportement complexe il faut avant tout reconnaître qu'il y a dans le cerveau des entités inobservables qui en sont fondamentalement responsables.
Cet article de Chomsky de 1959, qui remet en cause le comportementalisme radical de Skinner, a lui-même été critiqué entre autres dans un article intitulé On Chomsky’s Review of Skinner’s Verbal Behavior de Kenneth MacCorquodale en 1970. Ces différentes critiques notent des faits importants généralement non reconnus hors de la psychologie comportementale, et estiment que Chomsky ne comprend ni la psychologie comportementale dans son ensemble, ni comment le radicalisme comportementaliste de Skinner diffère des autres variantes comportementalistes, et qu'il fait des erreurs embarrassantes. Ils indiquent aussi que les personnes les plus influencées par cet article de Chomsky étaient déjà substantiellement d'accord avec lui, et ne l'ont peut-être même pas lu.
La critique de Chomsky envers la méthodologie de Skinner a posé les jalons de la révolution cognitive. Dans son livre de 1966 La Linguistique cartésienne et dans d'autres travaux, Chomsky explique que l'étude des facultés du langage humain est devenue un modèle pour les études dans d'autres domaines de la psychologie. La majorité des nouvelles conceptions émises sur le fonctionnement de l'esprit sont issues d'idées formulées par Chomsky.
Parmi celles-ci, trois idées clefs :
- l'esprit est cognitif, c'est-à-dire qu'il contient des croyances, des doutes, etc. La conception passée ne prenait pas en compte ce côté cognitif, ne reconnaissant que des relations logiques comme « si tu me demandes si je veux X, je te répondrai oui ». Au contraire, Chomsky explique que la façon commune de comprendre l'esprit comme ayant des croyances ou encore des états mentaux non conscients, est l'approche à privilégier ;
- une grande partie de ce que l'esprit d'un adulte peut faire est innée. Même si aucun enfant ne naît avec la capacité de parler directement, tous naissent avec la capacité d'acquisition du langage qui leur permet d'apprendre le langage rapidement dans leurs premières années.

Nombre de psychologues ont étendu cette thèse à d'autres domaines que le langage, en contradiction avec la vision du nouveau-né en tabula rasa ;
- l'architecture de l'esprit est modulaire. L'esprit est composé d'un ensemble d'interactions, de sous-systèmes spécialisés (modules), avec un flot limité d'intercommunication. Cette théorie contraste fortement avec l'ancienne conception selon laquelle chaque part d'information peut être accessible par tous les autres processus cognitifs (par exemple, on ne peut pas annuler l'effet d'une illusion d'optique même si on sait consciemment que c'est une illusion d'optique).

### Neurologie et biologie
Chomsky a postulé dans Syntactic Structures en 1957 l'existence d'une « grammaire universelle » inscrite dans les tissus cérébraux, ce qui pourrait expliquer pourquoi les enfants peuvent apprendre à parler rapidement. En 2003, des chercheurs italiens et allemands font état, dans Nature Neuroscience, de leur identification d'une subdivision de l'aire de Broca spécialisée dans le traitement de la grammaire.
Niels Kaj Jerne, lauréat du prix Nobel de médecine en 1984, a utilisé le modèle génératif de Chomsky pour expliquer le système immunitaire humain, faisant le lien entre structures grammaticales et protéiques. Le discours de Jerne à la remise du Nobel s’est intitulé « la grammaire générative du système immunitaire ».

### Philosophie du langage et de l'esprit
Bien que son travail soit principalement consacré à l'analyse de la syntaxe du langage naturel, Chomsky s'est également concentré sur des problèmes pertinents dans le domaine de la philosophie du langage et de l'esprit, tels que la notion de référence et le rôle et la fonction des représentations mentales dans l'investigation naturaliste de l'esprit et du langage,.

## Engagement intellectuel et ouvrages politiques
Son engagement est essentiellement moral et est enraciné dans la tradition du socialisme libertaire.

### Contre les élites et la «pensée dominante»

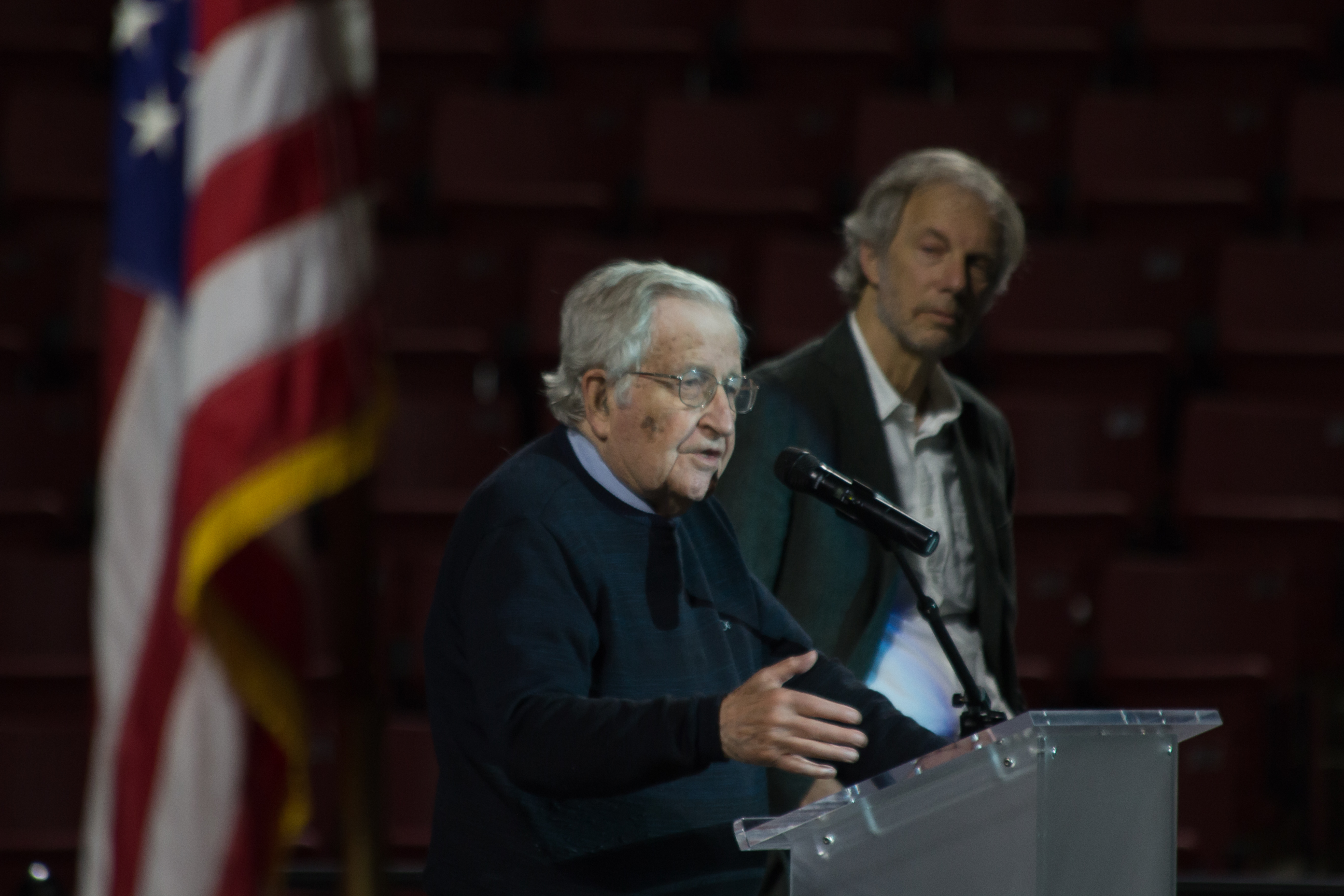
Noam Chomsky mettait en garde contre les dangers qu'il y a à ignorer les risques de guerre atomique et le changement climatique pendant une conférence en 2017.

Stanley Cohen, professeur de sociologie à la LSE, explique que Chomsky ne cherche pas à s'adresser aux puissants — « the Kissingers of the world » — qui savent très bien ce qu'il en est, mais aux gens ordinaires qui ont besoin d'être mieux informés pour agir. Il considère que « les intellectuels qui gardent le silence à propos de ce qu'ils savent, qui se désintéressent des crimes qui bafouent la morale commune, sont encore plus coupables quand la société dans laquelle ils vivent est libre et ouverte. Ils peuvent parler librement, mais choisissent de n'en rien faire ». Chomsky reconnaît vivre dans un pays possédant de hauts standards en matière de liberté d'expression et agit comme « intellectuel critique », en étant à la fois au service des militants luttant pour un monde plus juste et en proposant ce que Jean Bricmont appelle des « outils d'auto-défense intellectuelle contre le discours dominant ». Pour ce dernier, qui a codirigé un Cahier de L'Herne consacré à Chomsky, « dans un monde où des cohortes d’intellectuels disciplinés et de médias asservis servent de prêtrise séculière aux puissants, lire Chomsky représente un acte d’autodéfense. Il peut permettre d’éviter les fausses évidences et les indignations sélectives du discours dominant ». La Revue internationale et stratégique, dans un compte-rendu de son recueil d'articles publié sous le titre De la guerre comme politique étrangère des États-Unis, souligne que « Chomsky permet au lecteur de tenir une réflexion critique sur les discours officiels, de ne pas se soumettre à la pensée dominante ». C'est également l'avis de l'historien Perry Anderson pour lequel Chomsky est un représentant du « courant contestataire dans le domaine de la politique étrangère [aux États-Unis] » qui consiste à « regarder les réalités sans s'aveugler et les décrire sans les édulcorer ».

### Critique de la «fabrication du consentement»
Noam Chomsky, en collaboration avec l'économiste Edward Herman, a contribué à la naissance des travaux consacrés à « l'économie politique » (« political economy ») des médias de masse. Cette approche s'intéresse, dans une perspective critique, au fonctionnement de l'industrie des médias dans ses rapports avec les pouvoirs économique et politique. Partis du constat qu'en démocratie les élites ne peuvent pas se contenter d'user de la force pour asseoir leur domination et du principe que les intérêts de la majorité de la population diffèrent de ceux de l'élite, Chomsky et Herman ont cherché à démontrer empiriquement, dans leur livre La Fabrication du consentement (1988), comment, dans le contexte américain, les principaux médias participent au maintien de l'ordre établi. Dans leur optique, les médias tendent à maintenir le débat public et la présentation des enjeux dans un cadre idéologique construit sur des présupposés et intérêts jamais questionnés, afin de garantir aux gouvernants l'assentiment ou l'adhésion des gouvernés. C'est ce qu'ils ont appelé, en reprenant une formule forgée en 1922 par Walter Lippmann, l'un des fondateurs des relations publiques, la « fabrication du consentement » (« manufacturing consent »). Ils ont basé leur analyse sur ce qu'ils ont appelé un « modèle de propagande ». Selon ce modèle, cinq filtres déterminent en grande partie l'information produite dans et par les médias, à savoir : les caractéristiques économiques du média considéré (taille, actionnariat, orientation lucrative), la régulation par la publicité, la nature des sources d'information employées, les « contre-feux » (« flak ») et moyens de pression, l'idéologie anticommuniste (peut être étendu à tout élément idéologique dominant). Ils ont ainsi « décrit la relation étroite entre l'économie et les intérêts militaires américains et le concept de « menace soviétique » dans ses différentes manifestations » et relevé de « nombreux liens et intérêts partagés entre les médias, le gouvernement et le monde de l'entreprise aux États-Unis ». Leur étude a établi que le traitement médiatique des pays ennemis des États-Unis est systématiquement différent de celui réservé aux pays alliés, défavorable dans le premier cas et favorable dans le second.
Chomsky avance aussi que dans une société démocratique, la ligne politique défendue n'est jamais énoncée comme telle mais sous-entendue. Ainsi, les débats et les dissensions, dont l'existence est nécessaire pour pouvoir continuer à soutenir que la liberté règne, se situent dans le cadre d'un « consensus largement internalisé ».
Le modèle proposé par Chomsky et Herman, vivement débattu et contesté, a parfois été jugé « statique » ou « unidimensionnel », en ce qu'il ne prend pas en compte les capacités de résistance du public et les effets réellement produits sur l'opinion publique. Il a également été critiqué d'un point de vue sociologique comme trop « fonctionnaliste ». Mais pour l'universitaire Jeffery Klaehn, qui a dirigé en 2005 un livre consacré au « modèle de propagande », celui-ci est aujourd'hui encore plus pertinent qu'il ne l'était à l'époque de sa genèse au vu de la « globalisation de l'économie et du pouvoir et de l'influence croissants des grandes multinationales » face à l'« impuissance croissante d'une vaste majorité de la population mondiale ».
En 2015, Noam Chomsky développe cette thèse durant 1 h 13 dans un documentaire intitulé Requiem pour un rêve américain, Noam Chomsky et les principes de concentration de la Richesse et du Pouvoir.

### Engagement politique

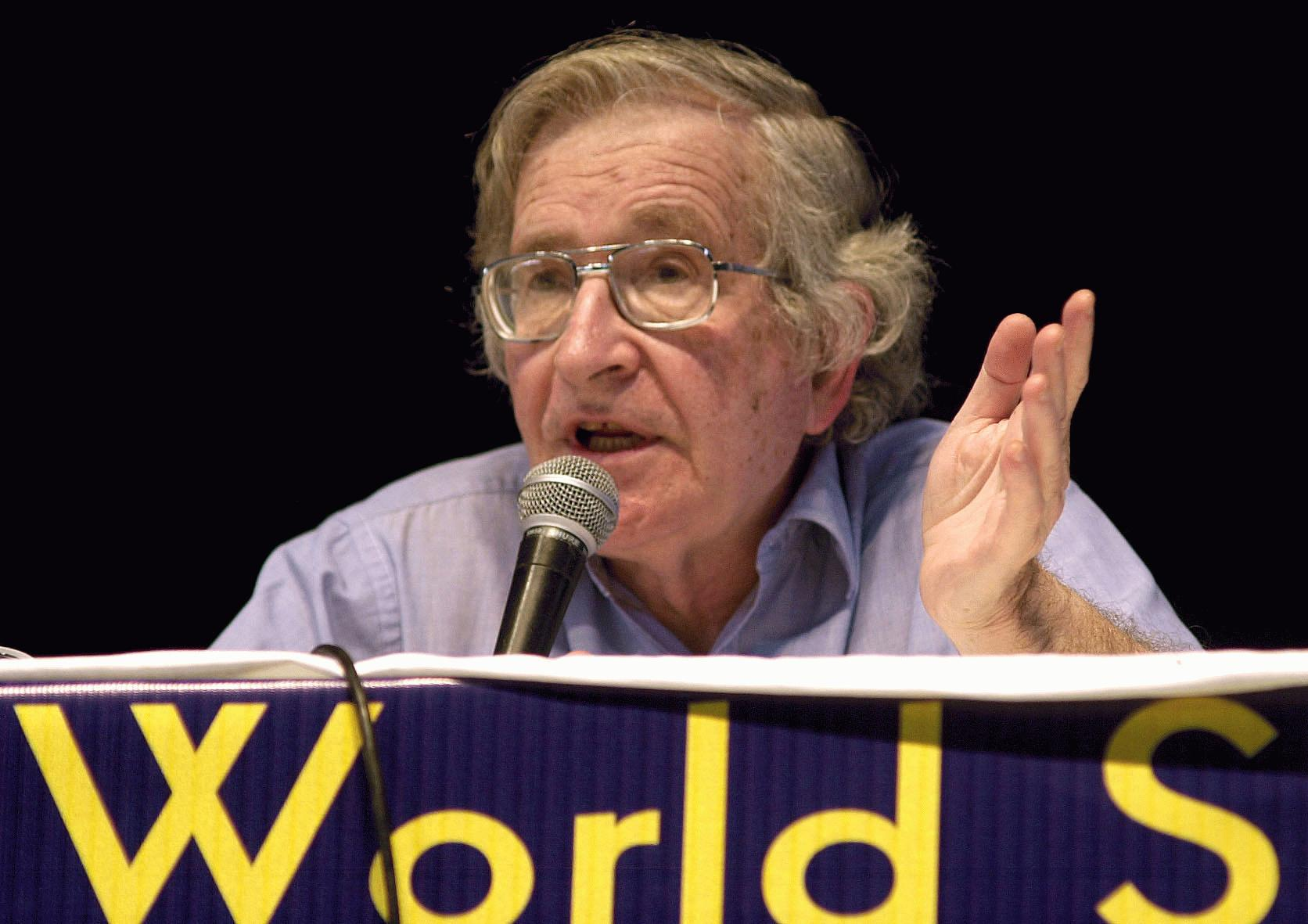
Noam Chomsky au Forum social mondial de 2003.

Depuis la manifestation publique de son opposition à la guerre du Viêt Nam, Chomsky n'a plus quitté la sphère du débat public. Il a formulé des analyses sur la politique et les affaires internationales, notamment dans les nombreux livres, articles et tribunes qu'il a consacrés à ces questions. Ses analyses, largement citées ou reprises, ont fait l'objet de vifs débats et controverses.
Depuis la parution de L'Amérique et ses nouveaux mandarins en 1969, Chomsky a consacré l'essentiel de ses interventions publiques à une critique radicale de la politique étrangère des États-Unis. Elle n'est selon lui guidée que par la volonté de favoriser coûte que coûte l'expansion ou le maintien de l'empire américain, si bien que « les États-Unis ne peuvent tolérer le nationalisme, la démocratie et les réformes sociales dans le tiers monde, parce que les gouvernements de ces pays devraient alors répondre aux besoins de la population et cesser de favoriser les intérêts des investisseurs américains ». Pour Robin Blackburn, Chomsky déploie un large spectre de critiques bien informées contre le gouvernement américain, et Irene Gendzier souligne que ses innombrables écrits ont apporté la preuve que la politique américaine a été impliquée dans « le renversement de la démocratie, l'entrave au développement indépendant et la légitimation de la force dans le tiers-monde, au nom de la démocratie ». De manière plus générale, il développe des positions anti-guerre, et s'est élevé contre la plupart des conflits dans lesquels l'armée américaine s'est trouvée engagée. Parfois classé comme pacifiste, il ne considère cependant pas toute violence comme illégitime a priori.
À ce titre, Chomsky pense notamment que l'étiquette de « terroriste » est une arme idéologique employée par des gouvernements qui ont été incapables de reconnaître la dimension terroriste de leurs propres activités. Il critique largement la politique d'Israël vis-à-vis des Palestiniens et le soutien des États-Unis à cette politique. Pour lui, loin de conduire à un véritable « processus de paix », le soutien diplomatique et militaire apporté depuis la résolution 242 par les États-Unis à leurs alliés israéliens au Moyen-Orient bloque toute initiative concrète en ce sens. En Israël, selon le quotidien Haaretz, « Chomsky est vu par la droite, mais pas seulement, comme un déserteur, un traître et un ennemi de son peuple ».
Il sympathise avec l'expérience zapatiste au Chiapas.
Deux mois après les attentats du 11 septembre, Chomsky sort chez une maison d'édition indépendante un petit livre d'entretiens intitulé 11-9 : autopsie des terrorismes. Il y explique notamment, comme le New York Times s'en fait l'écho, que ces attaques sont d'« horribles atrocités » mais que « nous ne pouvons considérer les États-Unis comme des victimes que si nous nous plaçons dans la perspective commode qui consiste à ignorer tout ce que ce pays et ses alliés ont fait ». Le livre devient un succès d'édition avec 300 000 exemplaires écoulés en quelques semaines. Traduit en 23 langues et publié dans 26 pays, il est devenu « l'une des meilleures ventes dans la catégorie des écrivains politiques vivants, comptabilisant des millions d'exemplaires vendus aux États-Unis et à l'étranger ». Son second livre sur le sujet, Pouvoir et terreur : entretiens après le 11 septembre, paru en mars 2003 chez le même éditeur, devient lui aussi un best-seller.
En février 2002, Chomsky s'invite au procès de son éditeur turc Fatih Tas, poursuivi pour avoir publié des textes dans lesquels il dénonce ce qu'il qualifie d'opérations terroristes menées contre la minorité kurde par le gouvernement d'Ankara. Réclamant d'être lui aussi placé sur le banc des accusés, il contribue à l'obtention de l'acquittement de l'éditeur.
En 2006, il se déclare favorable à la partition du Kosovo entre Serbes et Albanais dans le but de couper les « racines de la haine », comme l'intellectuel serbe Dobrica Ćosić, ou à la refonte d'une grande Yougoslavie avec intégration de l'Albanie grâce à la création d'un parti social-révolutionnaire en Albanie et dans tous les États de l'ex-Yougoslavie.
Le 7 septembre 2007, il fait partie des intellectuels cités par Oussama ben Laden parmi ceux que le peuple américain devrait étudier. Le chef d'Al-Qaïda précise en janvier 2010 dans un enregistrement audio diffusé par Al Jazeera que « Noam Chomsky a raison quand il compare la politique américaine à celle de la mafia ».
Le 16 mai 2010, Israël le retient quatre heures et refuse finalement son entrée en Cisjordanie alors qu'il devait donner une conférence à l'université de Beir Zeit dans le cadre d'une tournée de conférence dans la région.
Le 6 mai 2011, il soutient que l'opération américaine menée pour tuer Ben Laden est un assassinat planifié qui multiplie clairement les violations du droit international, les forces spéciales américaines n'ayant pas cherché à appréhender celui-ci vivant. Il ajoute enfin que les crimes de G. W. Bush surpassent largement ceux de Ben Laden.
En 2011, Noam Chomsky s’engage à plusieurs reprises en faveur du mouvement Occupy, à travers des entretiens et des publications. En avril 2012, il donne au journal suisse Bilan son opinion sur les mouvements démocratiques qui émergent : « Aux États-Unis, le mouvement des « Occupy » a été la première réaction [au cynisme des classes possédantes] depuis au moins trente ans. Et tant que [ce cynisme] durera on va assister, à mon avis, à une amplification de ces mouvements qui créent des communautés, des solidarités et des idées qui seront durables ».
Au début de l'année 2016, Noam Chomsky rejoint le Mouvement pour la démocratie en Europe : DiEM 25, lancé par l'ancien ministre des finances grec Yánis Varoufákis un mois plus tôt. Chomsky argue que la démocratie européenne est menacée par « les programmes libéraux » qui concentrent la richesse. Il pense que la foi des citoyens dans les institutions démocratiques est pire en Europe qu'aux États-Unis: « les décisions sont essentiellement prises à Bruxelles » et « [les élections européennes] n'ont pratiquement aucune incidence sur la politique ».
En 2018, il soutient le mouvement écologiste Extinction Rebellion au travers une lettre, co-signée par une centaine d'intellectuels, politiciens et universitaires, publiée par journal The Guardian le 8 décembre 2018.
En 2023, il signe un appel au soutien en faveur du collectif écologiste Les Soulèvements de la Terre, menacé de dissolution par les autorités françaises après plusieurs manifestations contre les « méga-bassines », en particulier à Sainte-Soline.

## Critiques et polémiques

### «Affaire Faurisson»
Chomsky signe en 1979 une pétition lancée par le militant négationniste Mark Weber (en) en faveur de Robert Faurisson. Faurisson fait à l'époque scandale en France à la suite de la parution dans la presse d'articles où il nie l'existence des chambres à gaz de la Seconde Guerre mondiale. Pour répondre aux réactions que suscite sa signature de la pétition, Chomsky rédige alors un court texte, dans lequel il explique que défendre le droit qu'a une personne d'exprimer ses opinions ne revient nullement à les partager. Cette position classique en matière de liberté d'expression est celle des Lumières et du 1er amendement de la Constitution américaine.
Il donne son texte à un ami d'alors, Serge Thion, en lui permettant de l'utiliser à sa guise. Or Thion le fait paraître, comme « avis », au début du livre publié en 1980 par Faurisson et intitulé Mémoire en défense. Chomsky n'a cessé de rappeler qu'il n'avait jamais eu l'intention de voir publier son texte à cet endroit et qu'il chercha, mais trop tard, à l'empêcher. À ce propos, Chomsky explique : « J'appris plus tard que ma déclaration devait apparaître dans un livre dans lequel Faurisson se défend des charges qui devaient bientôt être retenues contre lui lors d'un procès. Bien que ceci ne fût pas mon intention, ce n'était pas contraire à mes instructions. Je reçus une lettre de Jean-Pierre Faye, un écrivain et militant anti-fasciste bien connu, qui était d'accord avec ma position mais me pressait de retirer ma déclaration car le climat de l'opinion en France était tel que ma défense du droit de Faurisson à exprimer son point de vue serait interprétée comme un soutien pour ce dernier. Je lui écrivis que j'acceptai son jugement, et demandais que ma déclaration n'apparaisse pas, mais il était alors trop tard pour stopper la publication ». Au sujet de sa demande de non publication de sa déclaration, Chomsky précise que « a posteriori, je pense que probablement je n'aurais pas dû faire cela. J'aurais dû dire « Ok, laissez [le texte] paraître ainsi car il doit paraître ». Mais cela mis à part, je considère [ma prise de position] dans cette affaire comme non seulement anodine, mais surtout insignifiante comparée à d'autres positions que j'ai prises sur la liberté d'expression ».
L'historien français Pierre Vidal-Naquet, spécialiste du négationnisme, a considéré cependant que la pétition signée par Chomsky allait plus loin que la simple défense de la liberté d'expression, défense à laquelle il souscrit lui aussi. La pétition présentait la recherche de Faurisson comme sérieuse (« une recherche historique approfondie et indépendante sur la question de « l'holocauste »). De plus, Vidal-Naquet a reproché à Chomsky d'avoir qualifié Faurisson de « sorte de libéral relativement apolitique » alors que les textes de ce dernier manifestaient selon lui un antisémitisme frappant : « Vous aviez le droit de dire : mon pire ennemi a le droit d'être libre, sous réserve qu'il ne demande pas ma mort ou celle de mes frères. Vous n'avez pas le droit de dire : mon pire ennemi est un camarade, ou un « libéral relativement apolitique ». Vous n'avez pas le droit de prendre un faussaire et de le repeindre aux couleurs de la vérité ».
Pour Chomsky, comme l'analyse Justin Wintle (en), « la liberté d'expression est plus importante que n'importe quelle version des faits soutenue par l'ordre établi, quel que soit le rapport qu'elle puisse entretenir avec la vérité factuelle ».
Il confirme sa position le 5 septembre 2010 en soutenant la « pétition pour l'abrogation de la loi Gayssot et la libération de Vincent Reynouard » (ce dernier ayant été condamné pour négationnisme). Il explique que s'il ne connaît pas les opinions de Vincent Reynouard, il combat fermement la loi Gayssot : « Je ne connais rien à propos de Monsieur Reynouard, mais je considère la loi Gayssot comme complètement illégitime et en contradiction avec les principes d'une société libre, tels qu'ils ont été compris depuis les Lumières ».

### Sur des sujets politiques

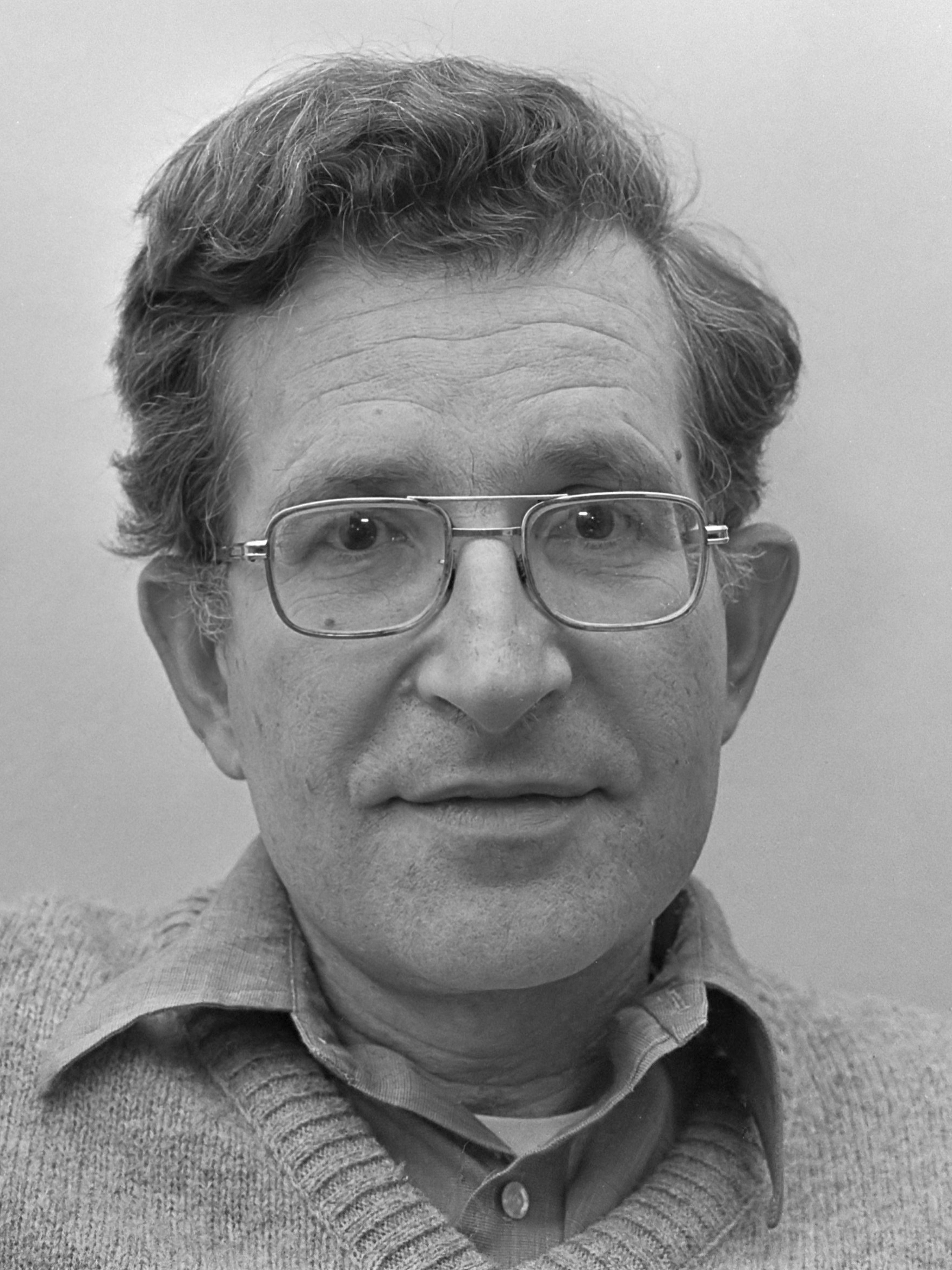
Noam Chomsky en 1977.

Les critiques à l'égard de Chomsky concernent surtout ses écrits et ses prises de position sur les questions de la politique américaine et de l'usage que ce pays fait de sa puissance militaire.

#### Cambodge
Une vive polémique a opposé Noam Chomsky à divers journalistes, tel Leopold Łabędź (en). En 1977, Noam Chomsky dément non pas la sincérité, mais la crédibilité et surtout le poids relatif accordés aux centaines de témoignages de réfugiés cambodgiens sur le régime des Khmers rouges — notamment les témoignages recueillis par François Ponchaud. Tout ce travail d'enquête est reconnu et félicité par Noam Chomsky, qui déplore cependant qu'il ait été affaibli par « des déformations de quatrième main », notamment un article de Jean Lacouture dans Le Nouvel Observateur le déformant partiellement, ensuite traduit aux États-Unis, où Chomsky l'a découvert. Cette prise de position provoque d'autres réactions vives, en particulier celle de Jean Lacouture, qui avait lui-même cru la propagande khmer rouge en 1975, avant de prendre conscience de la nature de ce régime durant l'année 1976. Lacouture reconnaît dans un premier temps ses déformations et les regrette mais polémique plus tard avec Chomsky.
La polémique reprend notamment après la parution, en 1979, d'un livre de Noam Chomsky sur la politique étrangère américaine (The Political Economy of Human Rights). Dans cet ouvrage, Chomsky continue à trouver fortement déséquilibré, biaisé et hypocrite le traitement politique et médiatique des crimes des Khmers rouges, que ce soit par le gouvernement américain ou par les médias, et ceci, relativement au peu d'intérêt que ces derniers ont bien voulu accorder, selon lui, à d'autres atrocités de type génocidaire durant la même période.
Jean Bricmont note ainsi que « dans le cas de l’Indochine et du Cambodge en particulier, les écrits de Chomsky, souvent présentés », maladroitement, « comme une « défense de Pol Pot », ont en fait cherché à comparer les réactions des gouvernements et des médias occidentaux face à deux atrocités presque simultanées : les massacres commis par les Khmers rouges au Cambodge et ceux des Indonésiens au moment de l’invasion du Timor-Oriental. »
Leopold Łabędź s'indigne pour sa part que Chomsky aille jusqu'à affirmer que, plutôt qu'au nazisme, le régime de Pol Pot soit davantage comparable avec la France après la Libération (lors de l'Épuration) : « For instance, he (Chomsky) contemptuously rejected any parallel between the Pol Pot regime and the Nazi regime, and declared that “a more appropriate comparison is with France after liberation, where 30-40,000 people were massacred with far less motive for revenge…” » (Political Economy, vol. II, p. 149.). Une discussion avec Régis Debray, parue, toujours en 1979, dans la revue Change, et où il est notamment question du Cambodge, suscite également les critiques de Claude Roy.
Cette polémique ressurgit en France en 2000, lors de la parution du livre de Chomsky sur le Kosovo, Le Nouvel Humanisme militaire : Leçons du Kosovo. Dans un échange au sein du quotidien Libération, Chomsky se défend d'avoir « minoré », « sous-estimé » ou « relativisé » les crimes des Khmers rouges, alors que ses détracteurs, Jean-Michel Helvig et Yves Laplace, lui reprochent d'être « obsédé de la dénonciation de l'impérialisme occidental en général et américain en particulier ».

#### Rwanda
Noam Chomsky a préfacé l'ouvrage d'Edward Herman et David Peterson intitulé Génocide et propagande : L'instrumentalisation politique des massacres (titre original The Politics of Genocide, 2010) qui développait une thèse négationniste vis-à-vis du génocide des Tutsi comme cela a été documenté par George Monbiot, éditorialiste du journal The Guardian.

#### Srebrenica
Noam Chomsky est également l'objet de critiques lui reprochant d'avoir minimisé la réalité du massacre de Srebrenica et d'avoir pris la défense d'Edward Herman, qui, selon ces mêmes détracteurs, aurait nié le génocide,. Là encore, Herman, comme Chomsky, répondent n'avoir jamais nié le massacre mais simplement cherché à établir la vérité.

#### Syrie
Plusieurs journalistes reprochent à Noam Chomsky son positionnement flou sur la guerre civile syrienne, notamment d'avoir mis en doute le fait que l'attaque chimique de Khan Cheikhoun ait été l’œuvre du régime syrien. Chomsky reconnaît que la responsabilité du gouvernement syrien est plausible, mais ce faisant donne du crédit à la théorie, contestée et débunkée, de Theodore Postol, chercheur au Massachusetts Institute of Technology, en rappelant que celui-ci est un « analyste très estimé »,,. Si Noam Chomsky juge le régime syrien responsable de la « plupart des atrocités » du conflit, pour L'Orient-Le Jour, qui le classe parmi les « tankies » et pour le chercheur et militant libanais Joey Ayoub, il n'est pas parvenu, en près de douze ans, à établir une hiérarchie des responsabilités ayant déclenché le conflit ni à se détacher de sa lecture anti-impérialiste focalisée sur le seul impérialisme des États-Unis,.

#### Ukraine
Chomsky qualifie en mars 2022 l'invasion russe de l'Ukraine de « crime de guerre de la plus haute gravité » qu'il ne faut ni « justifier ni minimiser », mais estime que des voies diplomatiques doivent être gardées ouvertes avec la Russie afin de se prémunir contre la « probabilité élevée d’une guerre totale », et ce même si cela est favorable à Vladimir Poutine. Il pense également que la guerre « aurait pu être évitée ».
Un groupe d'économistes ukrainiens reproche à Noam Chomsky une opinion « contre-productive pour mettre un terme à l’invasion russe injustifiée de l’Ukraine ». Ces reproches sont divisés en sept arguments : il est accusé de « nier l'intégrité territoriale de l'Ukraine » en reconnaissant notamment le référendum de 2014 en Crimée, de « traiter l'Ukraine comme un pion américain sur l'échiquier géopolitique » en insinuant que les États-Unis seraient responsables de la continuation du conflit ou encore de la révolution de la Dignité, de « suggérer que la Russie était menacée par l'OTAN » à cause de son élargissement vers l'Est, de « déclarer que les États-Unis ne valent pas mieux que la Russie » à chaque fois qu'il qualifie l'invasion de l'Ukraine de « crime de guerre », de « blanchir les objectifs de Poutine dans l'invasion de l'Ukraine » en insistant sur ses objectifs de « neutralisation » et de « démilitarisation », sans reprendre toutefois celui de « dénazification », décrite par l'agence de presse officielle russe RIA Novosti comme une « dé-ukrainisation ». Il est aussi accusé de « présumer que Poutine est intéressé par une solution diplomatique » et de « prôner que se soumettre aux exigences russes soit la façon d'éviter la guerre nucléaire ».

#### Autres
Le politologue Philippe Moreau Defarges parle au début des années 1980 de « rage manichéenne » à propos des écrits de Chomsky et Edward Herman sur la « Washington Connection ». Dans le même esprit, Richard Posner critique le caractère unilatéral des critiques chomskyennes et voit dans son « anarcho-pacifisme » un exemple de l'erreur classique — commise selon lui par de nombreux intellectuels issus de l'université — qui consiste à confondre politique et éthique personnelle. Le journaliste américain Paul Bogdanor a publié en 2007 sur son site personnel, un texte intitulé « The Top 200 Chomsky Lies » (les « 200 plus gros mensonges de Chomsky »). Mais, sur ce point Richard Dawkins, par exemple, éthologiste reconnu, a reproché à Bogdanor des erreurs, la partialité et la faible crédibilité de l’argumentation et des références utilisées dans le texte en question.
La droite américaine prend régulièrement Noam Chomsky pour cible. Daniel Pipes a confié en 2002 : « Je désire que Noam Chomsky soit enseigné dans les universités au moins autant que je désire que les écrits de Hitler ou Staline le soient », tout en ajoutant que « Ce sont des idées violentes et extrémistes qui n'ont pas il me semble leur place à l'université ». Il figure en bonne place dans les livres The Professors: The 101 Most Dangerous Academics in America de David Horowitz et 100 People Who Are Screwing Up America de Bernard Goldberg, deux pamphlets publiés en 2006. En 2005, Alan Dershowitz débat âprement avec lui au sujet du conflit israélo-palestinien.
Au sein du mouvement anarchiste contemporain, les vues politiques de Chomsky sont souvent critiquées pour leur caractère « étatiste ». Ainsi, le militant américain Murray Bookchin fustige-t-il dans une interview en 1996 la « gauche américaine » qui « pousse si loin la sottise que quelqu'un comme Chomsky, qui se dit anarchiste, veut renforcer, ou du moins soutenir l'État centralisé contre les demandes de « dévolution » aux gouvernements des États, comme si l'État centralisé pouvait être utilisé contre les entreprises, qu'il a toujours fini par aider ! ». Alors qu'il se présente comme un héritier de la tradition anarcho-syndicaliste, il est considéré par certains comme un simple démocrate réformiste.
À l'extrême gauche trotskiste, le Comité International de la Quatrième Internationale le critique également à l'occasion de sa prise de position en faveur du candidat John Kerry lors de la présidentielle américaine de 2004, lui reprochant, avec sa maxime du « entre deux maux, il faut choisir le moindre », de faire le jeu de l'establishment et de la « bourgeoisie de gauche ».
En France, Emmanuel Todd, qui défend dans son essai Après l'empire la thèse que les États-Unis ne sont plus tout-puissants, considère Chomsky comme un « antiaméricain structurel » qui n'a « aucune conscience de l'évolution du monde » et pour lequel « après comme avant l'effondrement de la menace soviétique, l'Amérique est la même, militariste, oppressive, faussement libérale, en Irak aujourd'hui comme au Viêt Nam il y a un quart de siècle ». Pierre Guerlain nuance le propos en considérant que pour Chomsky « le monde est complexe, un réseau complexe d'interactions dans lequel les États-Unis pèsent de tout leur poids » et qu'il essaie simplement de « comprendre quel rôle les États-Unis jouent dans ces interactions complexes ».
Sa critique des médias est qualifiée de « conspirationniste » par certains de ses critiques, ce que Chomsky conteste. Il ne prétend que produire une simple « analyse institutionnelle » et avance : « à mon avis, « théorie de la conspiration » est devenu l'équivalent intellectuel d'un mot de cinq lettres. C'est quelque chose que les gens disent quand ils ne veulent pas que vous réfléchissiez à ce qui se passe vraiment ». Des points de vue se sont opposés en France, au sein des gauches radicales, sur cette question.

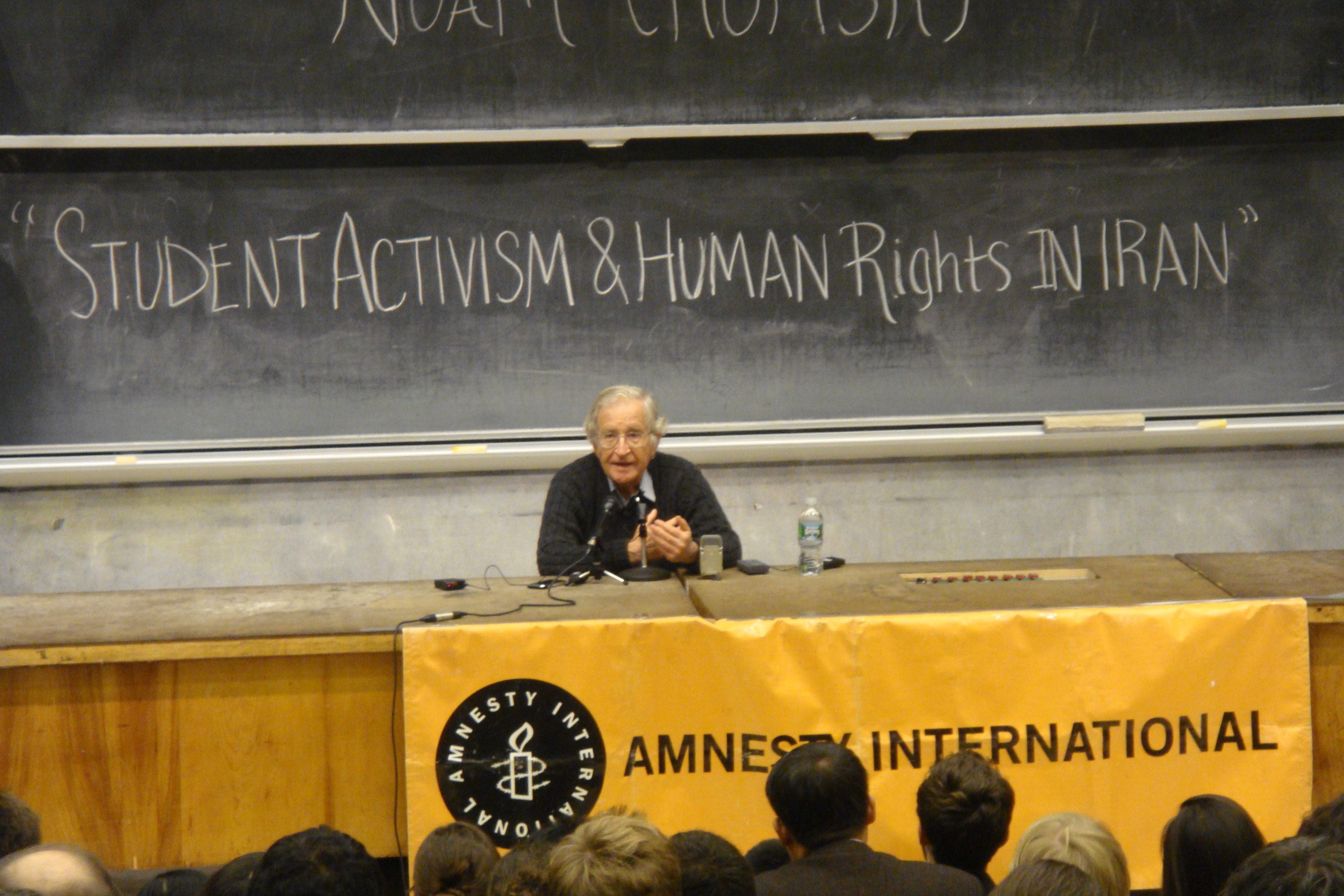
Chomsky militant pour les droits de l'homme en Iran, en 2009.

Le philosophe libanais Ali Harb considère de son côté que Chomsky a soutenu « les régimes despotiques, dans leurs deux versions laïque et théocratique, sous prétexte que ceux-ci luttaient contre l’hégémonie des grandes puissances étrangères et à leur tête les États-Unis » et lui reproche d'avoir incité des intellectuels arabes à reprendre sa position et, ainsi, à se jeter « dans les bras des tyrans ».
De même pour l'universitaire Olivier Schmitt, Chomsky « se retrouve bien trop souvent du côté des bourreaux, ce qui est la conséquence logique d’une doctrine dans laquelle le mal absolu est la propagande capitalisto-libérale. Dans ce cas, n’importe quel régime autoritaire, voire génocidaire, est un moindre mal. Chomsky reste étrangement une idole auprès d’une certaine gauche, notamment car il sert de justification intellectuelle à une forme de relativisme dans lequel tous les gouvernements mentent, ce qui permet évidemment d’évacuer la question de la nature et de l’amplitude variée des mensonges en fonction des régimes politiques et des moments ».

### Dans le domaine de la linguistique
Certaines critiques concernent les travaux de Chomsky en linguistique. Même s'ils sont largement reconnus comme fondamentaux, ces travaux ont fait l'objet de débats scientifiques,. Selon le linguiste Timothy Mason, « si vous parcourez la Toile, vous découvrirez que la plupart des documents sur l'acquisition du langage — que ce soit pour une langue maternelle ou seconde — est fortement nativiste et nous met souvent devant le fait accompli, comme si Chomsky et Fodor avaient, pris ensemble, balayé toute possibilité d'opposition. Dans le monde anglophone — les Français sont, par exemple, bien plus sceptiques — la grammaire universelle ou encore le module langagier règnent sans partage ». L'historien des sciences du langage Sylvain Auroux par exemple, tout en reconnaissant l'importance historique du travail mené par Chomsky, estime que « tous les modèles épistémologiques chomskiens sont ou faux, ou ambigus ou absurdes ». Geoffrey Sampson a formulé une critique similaire en affirmant que les règles grammaticales postulées par les linguistes génératifs sont des observations a posteriori plutôt que des prédictions sur les structures possibles du langage. En conséquence, les théories grammaticales de Chomsky — et en particulier celles proposées dans le programme de recherche en grammaire universelle — se révèlent infalsifiables et pseudoscientifiques.
Une longue controverse a opposé Chomsky à certains de ses collègues linguistes au cours des années 1960-1970, notamment George Lakoff et Paul Postal (en). Ce long conflit en linguistique générative est connu sous le nom de guerres linguistiques.
Dans son livre Le règne du langage, Tom Wolfe relate la controverse qui oppose Noam Chomsky à l'anthropologue Daniel Everett. Après avoir étudié sur le terrain pendant des décennies la langue des Pirahãs, une peuplade d'Amazonie, ce dernier a vertement critiqué, dans deux livres parus en 2008 et en 2012, Don't sleep, there are snakes et Language: the cultural tool, la thèse chomskyienne de la grammaire universelle ou de l'« organe du langage » qu'il qualifie de « mythe ». Selon Everett, la parole, le langage, ne sont pas le fruit d'une évolution biologique d'Homo sapiens sur le mode darwinien, mais un outil, une production culturelle, qu'il a lui-même fabriqué et inventé au même titre que l'arc ou l'agriculture. Chomsky répond que des scientifiques ont étudié la thèse de Daniel Everett et qu'ils ont montré qu'elle semblait incorrecte. Chomsky argumente que les hommes qui parlent le pirahã peuvent également apprendre et parler le portugais, ce qui prouve selon lui qu'ils sont bien dotés d'une « faculté de langage » et que donc Daniel Everett s'est trompé. Il estime qu'Everett confond la faculté de langage, qui est un objet biologique — comme la faculté de vision, par exemple —, avec les manifestations particulières de cette faculté. Et il affirme que Tom Wolfe n'a pas compris que Daniel Everett n'a « aucun argument ».

## Distinctions
Au cours de sa carrière, Chomsky a été invité à donner des conférences dans de nombreuses universités : cycle de conférences sur John Locke à l'université d'Oxford (printemps 1969), conférence commémorative sur Bertrand Russell à l'université de Cambridge (janvier 1970), conférence commémorative Nehru à New Delhi (1972), conférence Huizinga à Leyde (1977), conférence commémorative Davie sur la liberté académique au Cap (1997).
Chomsky a reçu des diplômes honorifiques de plus de trente universités un peu partout dans le monde. Il est membre de l'Académie américaine des arts et des sciences, de l'Académie nationale américaine des sciences et de la Société américaine de philosophie. Il appartient également à d'autres associations et sociétés privées aux États-Unis et ailleurs, et est notamment récipiendaire du prix de la contribution scientifique de l'Association américaine de psychologie (1984).
Il a reçu le prix de Kyoto en 1988, la médaille Helmholtz, le prix de la paix Dorothy Eldridge, et la médaille Benjamin Franklin en sciences cognitives et de l'information. Il a reçu deux fois le prix Orwell accordé par le Conseil américain des professeurs d'anglais pour ses « éminentes contributions à la sincérité et la clarté du langage public » en 1987 et 1989 (« Distinguished Contributions to Honesty and Clarity in Public Language »).
Le 30 novembre 2016, à Paris, une intervention d’abord prévue à l’Assemblée nationale est annulée à la demande du groupe socialiste ; une conférence se tient finalement au Centre Wallonie-Bruxelles.
En 2017, il reçoit le Séan MacBride Peace Prize décerné par le Bureau international de la paix de concert avec Jeremy Corbyn et un collectif de citoyens japonais (All Okinawa Council Against Henoko New Base).
Chomsky a été reconnu « plus grand intellectuel vivant » par un sondage organisé et publié en 2005 par les magazines Prospect (britannique) et Foreign Policy (américain). Il a réagi en déclarant qu'il ne faisait pas très attention aux sondages.

## Ouvrages

### Linguistique
Liste complète de ses publications disponible sur le site du MIT.
Livres traduits en français :
- L'analyse formelle des langues naturelles (en collaboration avec A. Miller), Paris, Mouton, 1968
- La Linguistique cartésienne suivi de La Nature formelle du langage, Paris, Éditions du Seuil, 1969  (ISBN 2-02-002732-1)
- Structures syntaxiques, Paris, Seuil, 1969  (ISBN 2020050730)
- Aspects de la théorie syntaxique, Paris, Seuil, 1971,  (ISBN 2020027402) [références]
- Principes de phonologie générative (en collaboration avec Morris Halle), trad. Pierre Encrevé, Paris, Seuil, 1973
- Questions de sémantique, Paris, Seuil, 1975  (ISBN 2020027488)
- Théories du langage - Théories de l'apprentissage : le débat entre Jean Piaget et Noam Chomsky, Seuil, 1979  (ISBN 2-02-005273-3)) : Recueil du débat épistémologique sur la nature du langage organisé par Jacques Monod regroupant divers horizons scientifiques.
- Réflexions sur le langage, Paris, Flammarion, 1981 (première édition 1975)  (ISBN 2080810464)
- Nouveaux horizons dans l'étude du langage et de l'esprit, trad. Richard Crevier et Alain Kihm, Paris, Stock, 2005  (ISBN 2-234-05804-X). [lire en ligne] (chapitre 6)
- Le Langage et la pensée, Petite bibliothèque Payot, 2006  (ISBN 2228882690)
- Sur la nature et le langage, Marseille, Éditions Agone, 2011  (ISBN 978-2-7489-0139-9)
- Quelle sorte de créatures sommes-nous? Langage, connaissance et liberté, Montréal, Lux, 2016  (ISBN 9782895962304)

### Politique et médias
Livres traduits en français :
- L'Amérique et ses nouveaux mandarins, Paris, Seuil, 1969
- Bains de sang constructifs dans les faits et la propagande, avec Edward Herman, Paris, Seghers, 1974.
- La Washington connection et le fascisme dans le tiers monde, avec Edward Herman et J.-E. Hallier, 2 tomes, Paris, Éditions Albin Michel, 1981  (ISBN 2862970522).
- Écrits politiques (1977-1983), Acratie, 1984.
- Réponses inédites à mes détracteurs parisiens, Éditions Spartacus, 1984  (ISBN 2902963084).
- L'an 501 - La conquête continue, Paris, L'Herne, 1992.
- Les Dessous de la politique de l'Oncle Sam, Montréal, Écosociété, 1996  (ISBN 9782921561280).
- Responsabilités des intellectuels, Marseille, Agone, 1998  (ISBN 2910846083) [lire en ligne].
- Le Nouvel Humanisme militaire : Leçons du Kosovo, Lausanne, Page Deux, 2000.
- Propagande, médias, démocratie, avec Robert W. McChesney, Montréal, Ecosociété, 2000  (ISBN 2923165101)
- 11-9 : autopsie des terrorismes, Paris, Serpent à Plumes, 2001  (ISBN 2842613236).
- La Conférence d'Albuquerque, Paris, Allia, 2001  (ISBN 284485057X)
- De l'espoir en l'avenir : propos sur l'anarchisme et le socialisme, Marseille, Éditions Agone, 2001  (ISBN 2910846865) [lire en ligne]
- Élections 2000 : réflexions sur la démocratie américaine & Les schémas du vote et de l'abstention, Cabris, Éditions Sulliver, 2001  (ISBN 291119974X).
- 11 septembre 2001, La fin de « La fin de l'histoire », avec Naomi Klein, Jean Bricmont et Anne Morelli, Bruxelles, Aden, 2001  (ISBN 2960027329).
- La Loi du plus fort : mise au pas des États voyous, avec Ramsey Clark, Edward Saïd, Paris, Serpent à plumes, 2002  (ISBN 2842613473).
- Le Pouvoir mis à nu, Montréal, Ecosociété, 2002  (ISBN 2921561611).
- Le Bouclier Américain et la déclaration des droits de l'Homme, Paris, Serpent à Plumes, 2002  (ISBN 2842613511).
- Le Profit avant l'homme, Paris, Éditions Fayard, 2003  (ISBN 2213615691)
- Pirates et empereurs : le terrorisme international dans le monde actuel, Paris, Fayard, 2003  (ISBN 2213616434)
- Sur le contrôle de nos vies, Paris, Allia, 2003  (ISBN 2844851320)).
- De la guerre comme politique étrangère des États-Unis, Marseille, Éditions Agone, 2004  (ISBN 2748900375).
- Dominer le monde ou sauver la planète ?, Paris, Fayard, coll. « Fait et cause », 2005 [2004]  (ISBN 226404229X).
- Israël, Palestine, États-Unis : Le triangle fatidique, Montréal, Ecosociété, 2006  (ISBN 2923165195).
- Perspective politique, Marseille, Le mot et le reste, coll. « Attitudes », 2007  (ISBN 978-2-9153-7839-9).
- Les États manqués, Paris, Fayard, 2007.
- La Poudrière du Moyen-Orient, avec Gilbert Achcar, Paris, Fayard, 2007.
- La Fabrication du consentement. De la propagande médiatique en démocratie, avec Edward Herman, Éditions Agone, 2008  (ISBN 9782748900729). Voir modèle de propagande.
- Raison & liberté. Sur la nature humaine, l’éducation & le rôle des intellectuels, Marseille, Éditions Agone, 2010  (ISBN 9782748901214).
- Réflexions sur l'université, Paris, Liber-Raisons d'agir, 2010  (ISBN 978-2-912107-57-2).
- Permanence et mutations de l'université, Montréal, Presses de l'Université du Québec, 2011  (ISBN 978-2-7605-2452-1).
- Futurs proches. Liberté, indépendance et impérialisme au XXIe siècle, Montréal, Lux, 2011  (ISBN 978-2-89596-104-8).
- Autopsie des terrorismes. Les attentats du 11 septembre 2001 et l’ordre mondial, Marseille, Éditions Agone 2011,  (ISBN 9782748901559).
- Occupy, Paris, L'Herne, coll. « Essais », 2013  (ISBN 9782851974525).
- L’Occident terroriste, avec André Vltchek, Montréal, Écosociété, 2015.
- L'Optimisme contre le désespoir, (Titre original: Optimism over Despair: On Capitalism, Empire, and Social Change, Haymarket Books (en), Chicago), 2017, Penguin Group  (ISBN 0241981972).
- Requiem pour le rêve américain, (Titre original : Requiem for the american dream, the 10 principles of concentration of wealth and power), 2017, Seven Stories Press  (ISBN 978-1-60980-736-8).

- Qui mène le monde ?, trad. Julien Besse, Montréal, Lux, coll. « Futur proche », 2018. (ISBN 9782895962816)
- Danger d'extinction : Changements climatiques et menace nucléaire, trad. Nicolas Calvé, Montréal, Les Éditions Ecosociété, 2020  (ISBN 9782897196400)

### Entretiens
Livres traduits en français :
- Langue, linguistique, politique : dialogues avec Mitsou Ronat, Paris, Flammarion, coll. « Champs », 1992 [1977]  (ISBN 2-08-081261-0).
- Deux heures de lucidité : conversations avec Noam Chomsky, avec Denis Robert et Weronika Zarachowicz, Paris, Les Arènes, 2001, (ISBN 2912485126) [lire en ligne].
- Entretiens avec Chomsky, avec Normand Baillargeon et David Barsamian, Montréal, Écosociété, 2002.
- De la propagande, avec David Barsamian, Paris, Fayard, 2002,  (ISBN 226403761X).
- Pouvoir et terreur : entretiens après le 11 septembre, Paris, Le Serpent à plumes, 2003, (ISBN 2842614356).
- Comprendre le pouvoir : l'indispensable de Chomsky, éd. par Peter R. Mitchell et John Schoeffel[170].
  - Édition américaine : Understanding Power : The Indispensable Chomsky, New York, New Press, 2002,  (ISBN 1565847032), (LCCN 2001034298).
    - L'appareil de notes, indépendant de l'ouvrage lui-même, est consultable et téléchargeable sur le site http://understandingpower.com/. Ces notes, disponibles aux formats HTML et PDF, n'ont pas été traduites en français.

  - Édition en langue française : trois volumes, Bruxelles, Éditions Aden, coll. « Petite bibliothèque d'Aden », 2006 :
    - « Premier mouvement » (traduit par Thierry Vanès), janvier 2005, (ISBN 2-9304-020-3-2), [pas de notice BNF] ;
    - « Deuxième mouvement » (traduit par Hélène Hiessler), 2006, (ISBN 2-930402-20-2), (BNF 40132724) ;
    - « Troisième mouvement » (traduit par Hélène Hiessler), 2006, (ISBN 2-930402-31-8), (BNF 40930194).

  - Réédition Lux Éditeur, 2017[171].
- De la nature humaine. Justice contrepouvoir, entretien avec Michel Foucault, Paris, L'Herne, 2007.
- La Doctrine des bonnes intentions, avec David Barsamian, Paris, Fayard, 2006.
- L'Ivresse de la force, avec David Barsamian, Paris, Fayard, 2008.
- Le Champ du possible : dialogue sur le conflit israélo-palestinien, avec Ilan Pappé et Frank Barat, Bruxelles, Aden, 2008.
- Raison contre pouvoir, le pari de Pascal, avec Jean Bricmont, Paris, L'Herne, coll. « Carnets », 2009  (ISBN 9782851979070).
- Pour une éducation humaniste, avec Normand Baillargeon, Paris, L'Herne, coll. « Carnets », 2010  (ISBN 9782851979308).
- Guerre nucléaire et catastrophe écologique, entretien avec Laray Polk, Marseille, Agone, coll. « Contre-feux », 2014  (ISBN 9782748902044).
- Le précipice, avec C. J. Polychroniou, Lux Editeur, 2022  (ISBN 978-2898330339).
- Une vie de militantisme, avec Charles Derber, Suren Moodliar, Paul Shannon, Editions Ecosociété, 2022  (ISBN 978-2897198060).

Non traduits en français :
- Noam Chomsky and Voices from North, South, and Central America, New World of Indigenous Resistance (éd. par Lois Meyer et Benjamin Maldonado Alvarado), Colombus, Éditions City Lights Publishers, 2010, (ISBN 978-0-87286-533-4).

### Autres écrits
- « Quelques commentaires élémentaires sur le droit à la liberté d'expression », dans Robert Faurisson, Mémoire en défense contre ceux qui m’accusent de falsifier l’histoire, Paris, La Vieille Taupe, 1980, (en) [lire en ligne].

## Dans la culture populaire

### Cinéma
- 1997, Will Hunting déconseille, à son thérapeute, la lecture de Noam Chomsky.
- 2001, Danny Balint se voit proposé d'organiser des rencontres entre des fascistes et Chomsky.
- 2002, Ali G réalise une interview parodique de Chomsky[172].
- 2013, Conversation animée avec Noam Chomsky, film d'animation de Michel Gondry.
- 2016, Captain Fantastic, de Matt Ross, Noam Chomsky est idolâtré par le héros, Ben Cash (Viggo Mortensen), qui crée même le « Noam Chomsky Day », à la place de Noël.

### Autres

#### Documentaire
En 2015, un documentaire intitulé Requiem pour le rêve américain donne à Noam Chomsky la possibilité de développer sa thèse de "fabrique du consentement". documentaire dont il tirera un livre édité deux ans plus tard Requiem for the american dream.

#### Graffiti
En 2001, Shepard Fairey lui rend hommage à travers une série de prints, le comparant à une icône punk.

#### Musique
En 2012, Chomsky apparaît brièvement dans la vidéo parodique MIT Gangnam Style (en), également diffusée sous le titre Chomsky Style.

#### Télévision
En 2016, il apparait dans le troisième épisode de la 28e saison des Simpson, La Ville (The Town) et le 599 épisode.

#### Pétition
En avril 2017, il signe avec Oliver Stone, Danny Glover, Eve Ensler, Mark Ruffalo et Nancy Fraser une pétition de soutien à Jean-Luc Mélenchon pour l'Élection présidentielle française de 2017 (« France: Please Don't Repeat Clinton vs. Trump Tragedy »).

#### Art
En 2018, des poupées le représentant avec Elon Musk, Karl Marx et Ayn Rand, de Pedro Reyes’s Manufacturing Mischief.

#### Ouvrages
- (en) Louise M. Antony et Norbert Hornstein (dir), Chomsky and His Critics, Hoboken, Blackwell Publishing, 2003,  (ISBN 0631200215).
- (en) Robert Barsky, The Chomsky Effect : A Radical Works Beyond the Ivory Tower, Cambridge, Mass., MIT Press, 2007, 401 p. (ISBN 9780262026246, lire en ligne).
- Robert Barsky, Noam Chomsky : une voie discordante, Paris, Odile Jacob, 1998, 304 p. (ISBN 0262522551, lire en ligne).
- Jean Bricmont et Julie Franck (dir), Cahier Chomsky, Paris, L'Herne, coll. « Cahiers no 88 », 2007 (ISBN 2-85197-145-X)[177].
- Jean Bricmont, Noam Chomsky, activiste. Suivi de Les intellectuels et l'État, Paris, Aux Forges de Vulcain, 2014  (ISBN 978-2-919176-69-4).
- (en) Peter Collier et David Horowitz (dir), The Anti-Chomsky Reader, New York, Encounter Books, 2004  (ISBN 189355497X).
- (en) Alison Edgley, The Social and Political Thought of Noam Chomsky, Londres, Routledge, 2002  (ISBN 0415285674).
- (de) Günther Grewendorf, Noam Chomsky, Munich, C.H.Beck, 2006  (ISBN 3406541119).
- (en) Douglas A. Kibbee (dir), Chomskyan (R)evolutions : [to E.F. Konrad Koerner on the occasion of his 70th birthday], Amsterdam, John Benjamins Publishing Company, 2010,, 488 p. (ISBN 9789027211699, lire en ligne).
- (en) John Maher, Introducing Chomsky, Londres, John Maher & Judy Groves, 2004, (ISBN 1-84046-589-1).
- (en) James McGilvray, Chomsky: language, mind, and politics, Hoboken, Wiley-Blackwell, coll. « Key Contemporary Thinkers », 1999,  (ISBN 9780745618883).
- (en) James McGilvray (dir), The Cambridge Companion to Chomsky, Cambridge, Cambridge University Press, 2005 (ISBN 052178431X)[178].
- Christiane Notari, Chomsky et l'ordinateur. Approche critique d'une théorie linguistique, Toulouse, Presses universitaires du Mirail, 2010.  (ISBN 978-2-8107-0080-6).
- (en) Neilson Voyne Smith, Chomsky: Ideas and Ideals, Cambridge, Cambridge University Press, 2004,  (ISBN 0521546885).
- (en) Wolfgang Sperlich, Noam Chomsky, Londres, Reaktion Books, coll. « Critical Lives », 2006, 166 p. (ISBN 1861892691, lire en ligne).

#### Articles
- Solomon Marcus, « Mathématique et linguistique », Mathématiques et sciences humaines, t. 103, 1988, p.  7-21. [lire en ligne] [PDF]
- (en) Alison Edgley, « Chomsky's Political Critique: Essentialism and Political Theory », Contemporary Political Theory, 2005, p. 129–153. [lire en ligne] [PDF]
- (en) Eric Herrington et Piers Robinson, « Too polemical or too critical? Chomsky on the study of the news media and US foreign policy », Review of International Studies (2003), 29, p. 553–568. [lire en ligne] [PDF]
- (en) Mark Laffey, « Discerning the patterns of world order: Noam Chomsky and international theory after the Cold War », Review of International Studies, 2003, 29, p. 587–604. [lire en ligne] [PDF]
- (en) Noam Chomsky: Notes on Anarchism (1970), in Robert Graham, Anarchism : A Documentary History of Libertarian Ideas, The Emergence of the New Anarchism (1939 to 1977), volume II, Black Rose Books, 2009, p. 317-326. [PDF]
- Larry Portis, « Noam Chomsky, l'État et l'intelligentsia française », L'Homme et la société, vol. 123, nos 123-124,‎ 1997, p. 166-171 (lire en ligne).

### Filmographie
- 1992 : Chomsky, les médias et les illusions nécessaires de Mark Achbar et Peter Wintonick
- 2003 : Noam Chomsky : pouvoir et terreur. Entretiens après le 11 septembre (Distorted Morality — America's War On Terror?, Power and Terror: Noam Chomsky in Our Times) de John Junkerman
- 2003 : Noam Chomsky: Rebel Without a Pause, documentaire TV de Will Pascoe
- 2003 : The Corporation, film documentaire canadien de Mark Achbar et Jennifer Abbott
- 2008 : Chomsky et Cie, film documentaire français d'Olivier Azam et Daniel Mermet
- 2009 : Chomsky et le Pouvoir, film documentaire français d'Olivier Azam et Daniel Mermet
- 2013 : Conversation animée avec Noam Chomsky, film français de Michel Gondry, documentaire partiellement animé
- 2015 : Requiem for the American Dream[179], film documentaire de Peter D. Hutchison, Kelly Nyks, et Jared P. Scott